# Linear-motor
En linear-motor, linear elmotor eller linear elektromotor er en elektromotortype, som i stedet for de almindelige motorers omsætning af elektrisk energi til mekanisk rotation, omsætter energien til mekanisk translation.
Dette opnås idemæssigt ved at statoren "rettes ud" og gøres ligeså lang det skal være – se f.eks. magnetsvævebane. Rotoren "rettes også ud".
Lineare motorer anvendes i tilpasset form harddiske til at positionere læsehovedet. Dog er den "lineare strækning" krum og strækker sig kun over ca. 30 grader. Men motoren sidder ca. 33% ude ad armen. Armens rotationsaksel sidder i et leje – f.eks. kugleleje.

## Elektrostatiske lineare elmotorer
CERNs partikelacceleratorer er faktisk også krumme lineare motorer, hvor partiklerne accelereres frem af motoren. Dog er motoren en lukket ring.
Ion-motorer, specialiseringen elektrodeløs plasma-motor og lineare koronamotorer er også lineare elmotorer.